# 萊羅書店

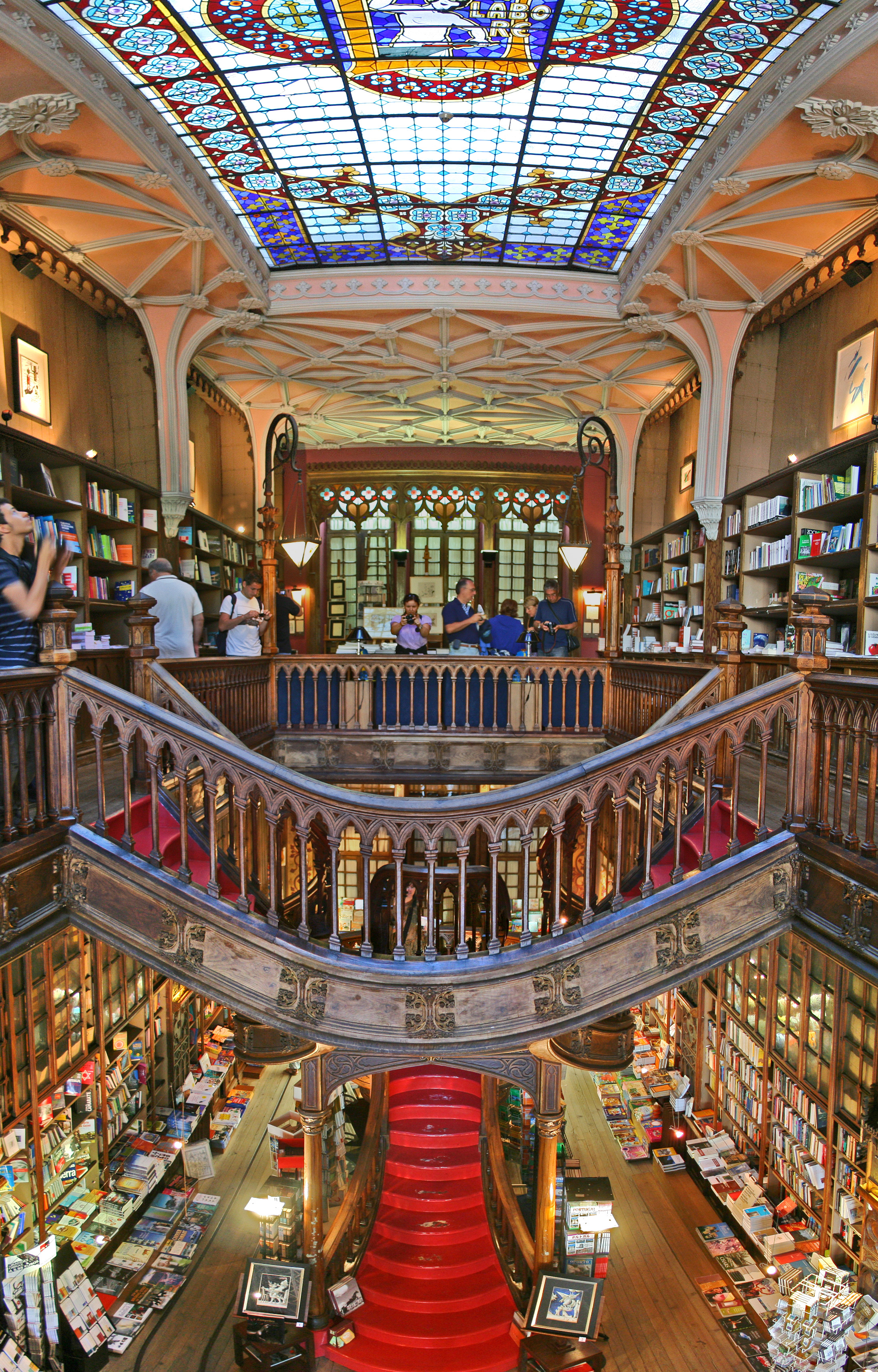

萊羅書店（Livraria Lello），簡稱萊羅兄弟書店（葡萄牙語：Livraria Lello e Irmão），也被稱為夏多龍書店（Livraria Chardron），是一間著名書店，位於葡萄牙的波爾圖，創辦於1869年，並在1906年遷入現址，是葡萄牙最具歷史的書店之一，同時曾被孤獨星球選為第三大最美書店。萊羅書店所處的建築物為新歌德式建築，由札維耶·埃斯戴爾設計，建築物內呈曲線形的樓梯最為特式。